# Humphrey Jennings
Humphrey Jennings (* 19. August 1907 in Walberswick, Suffolk; † 24. September 1950 auf Poros, Griechenland) war ein britischer Filmemacher, Maler und Dichter, der vor allem durch seine Dokumentarfilme während des Zweiten Weltkriegs bekannt wurde.

## Leben
Humphrey Jennings wurde in eine Künstlerfamilie geboren. Sein Vater war Architekt, seine Mutter Malerin, und beide waren aktiv in der Arts-and-Crafts-Bewegung. Jennings studierte von 1926 bis 1929 Englische Literatur am Pembroke College in Cambridge. Während des Studiums inszenierte er die ersten englischen Aufführungen von Strawinskis Histoire du soldat und Arthur Honeggers Le Roi David. 1928 war Humphrey Jennings Mitbegründer der literarischen Zeitschrift Experiment. Jennings entwickelte sich in den folgenden Jahren zu einem wichtigen Förderer des Modernismus in Großbritannien, so war er einer der Organisatoren der ersten britischen Ausstellung von Surrealisten in London im Jahr 1936. Jennings trat in dieser Zeit auch selber als Dichter und Maler hervor, einige seiner Zeichnungen werden in der Tate Gallery ausgestellt. Sein wichtigstes literarisches Werk, Pandaemonium, eine Sammlung von Aufsätzen über die Geschichte der Industriellen Revolution in Großbritannien, wurde allerdings erst postum im Jahr 1985 veröffentlicht.
Seine wichtigste Aufgabe fand Jennings aber 1934, als er der GPO Film Unit beitrat. Unter der Leitung von John Grierson entwickelte sich dort eine Dokumentarfilmschule, aus denen so unterschiedliche Talente wie Basil Wright, Alberto Cavalcanti und Jennings hervorgingen. Jennings’ erste Arbeiten unterschieden sich aber sehr von den übrigen Veröffentlichungen der GPO, seine Filme waren experimenteller und standen dem Avantgardefilm näher als dem Realismus von Grierson. So assistierte er 1935 dem Experimentalfilmer Len Lye bei dessen Animationsfilm The Birth of the Robot. 1936 war er an der Organisation der International Surrealist Exhibition in den New Burlington Galleries in London beteiligt.
1937 gründete Jennings zusammen mit dem Anthropologen Tom Harrison und dem Soziologen Charles Madge die Organisation Mass Observation, die mit wissenschaftlichen Methoden die „Öffentliche Meinung“ zu gesellschaftlichen und politischen Themen dokumentierte. Jennings war aber nur an einem Filmprojekt von Mass Observation beteiligt, dem Film May 12th zur Krönung von Georg VI. im Jahr 1937.
Jennings bedeutendster Dokumentarfilm in den 1930er Jahren war der Kurzfilm Spare Time, den er für die Weltausstellung 1939 in New York City drehte. Spare Time prägte Jennings Stil der späteren Filme; anstelle einer zusammenhängenden Erzählweise präsentierte er hier kurze Szenen, die er auf ungewohnter Weise montierte und mit Musik und Geräuschen zu einer Collage zusammensetzte. Anders als die anderen Filme der GPO Film Unit beschäftigte sich Spare Time nicht mit den Arbeitsbedingungen der Unterschicht, sondern zeigte sie bei ihren Freizeitvergnügen. Dadurch vermied Jennings die stereotype Darstellung dieser Schicht, geriet aber deswegen mit Grierson in Konflikt.
Mit Ausbruch des Zweiten Weltkriegs wurde die Filmabteilung der GPO dem Informationsministerium unterstellt und begann, Propagandafilme zu produzieren. Jennings wirkte zunächst an Kompilationsfilmen wie London Can Take It! mit, ab 1941 arbeitete er dann aber alleine weiter, um seinen Montagestil zu vervollkommnen. The Heart of Britain zeigte die Wirkung des Blitzkriegs auf Nordengland, musikalisch unterlegt mit klassischer Musik von Beethoven und Händel. Words for Battle zeigt Bilder aus dem britischen Kriegsalltag, während Laurence Olivier Gedichte und berühmte Reden rezitiert. Der bekannteste Film aus dieser Reihe von Kurzfilmen ist Listen to Britain, in dem Jennings Alltagsszenen aus der Kriegszeit montierte. Vor allem Listen to Britain zeigt, wie intensiv sich Jennings mit Geräuschen und deren Einfluss auf die Wirkung des Bildes beschäftigt hatte. Eine unerlässliche Hilfe bei diesen Filmen war der Filmeditor Stewart McAllister, mit dem Jennings bis zu seinem Tod zusammenarbeitete.
1943 vollendete Humphrey Jennings seinen einzigen Langfilm, den Dokumentarfilm Fires Were Started. In einer inszenierten Rahmenhandlung beschrieb er einen Tag lang die Arbeit von Feuerwehrleuten im London während der deutschen Luftangriffe im Winter 1940/41. Ebenfalls 1943 inszenierte Jennings mit The Silent Village einen Kurzfilm über das Massaker in Lidice. Es folgten weitere Kurzfilme über die deutschen Angriffe auf England. Das Ende des Weltkriegs wurde von Jennings in A Diary for Timothy dokumentiert, in dem er dem ersten Lebensjahr eines Neugeborenen das Kriegsgeschehen gegenüberstellte. Der Begleittext zu diesem „Tagebuch“ wurde von E. M. Forster geschrieben. Auch wenn Jennings bis 1950 noch weitere Kurzfilme drehte, die sich mit der Nachkriegszeit auseinandersetzten, gilt A Diary for Timothy heute als sein letztes Meisterwerk.
Humphrey Jennings starb am 24. September 1950, als er bei der Vorbereitung von Filmaufnahmen in Griechenland von einer Klippe stürzte.

## Nachwirkung
Jennings Filme waren lange Zeit sehr umstritten. Zeitgenössische Dokumentarfilmer kritisierten seine Arbeitsweise, so sah Basil Wright Jennings’ ersten wichtigen Film Spare Time als herablassend und beinahe spöttisch der Arbeiterklasse gegenüber. Auch der Oscar-nominierte Film Listen to Britain fand Widerspruch. Dem gegenüber verteidigte der Filmkritiker und spätere Filmemacher Lindsay Anderson Jennings als den wohl einzigen Dichter, den der britische Film je hervorgebracht hatte. Konsequenterweise nahmen sich Ende der 1950er Jahre Anderson, Karel Reisz, Tony Richardson und andere Vertreter des Free Cinema Jennings als Vorbild für ihre eigenen Filme. Der marxistische deutsche Dokumentarfilmer Hartmut Bitomsky drehte  in den 1970er Jahren zwei Fernsehfilme über ihn für den Westdeutschen Rundfunk.
Ähnlich wie die gesamte britische Dokumentarfilmbewegung der 1930er Jahre geriet auch Humphrey Jennings in den 1970er und 1980er Jahren beinahe in Vergessenheit, der Realismus dieser Bewegung war plötzlich nicht mehr gefragt. Erst durch den Erfolg der Sozialdramen von Regisseuren wie Ken Loach oder Mike Leigh Ende der 1980er Jahre wurden die GPO-Filme wieder populärer. Humphrey Jennings geriet ins Zentrum des Interesses durch Kevin Macdonalds Dokumentation Humphrey Jennings: The Man Who Listened to Britain von 2000 und durch die Retrospektive A Century of Artists' Film in Britain der Tate Britain im Jahr 2003.

## Filmografie (Auswahl)
- 1934: The Story of the Wheel
- 1934: Locomotives
- 1938: Design for Spring
- 1939: Spare Time
- 1939: The First Days
- 1940: London Can Take It!
- 1941: Words for Battle
- 1941: This Is England
- 1941: The Heart of Britain
- 1942: Listen to Britain
- 1943: Fires Were Started
- 1943: The Silent Village
- 1944: The Eighty Days
- 1945: A Diary for Timothy
- 1946: A Defeated People
- 1950: Family Portrait